# 2001年愛立信公開賽
2001年邁阿密大師賽于2001年3月19日至4月2日在美國邁阿密舉行，又稱2001年愛立信公開賽，是一項網球賽事。2001年愛立信公開賽為第17屆賽事，在ATP為大師系列賽之一，在WTA為一級錦標賽，這是一項男女合辦的賽事，舉辦於克蘭登公園網球中心。

## 冠軍

### 男子單打
安德烈·阿加西 擊敗  简-迈克尔·甘比尔（7–64, 6–1, 6–0）
- 這是阿格西職業生涯第48個單打冠軍。

### 女子單打
维纳斯·威廉姆斯 擊敗  珍妮弗·卡普里亚蒂（4–6, 6–1, 7–64）
- 這是大威廉絲職業生涯第16個單打冠軍。

### 男子雙打
伊里·诺瓦克 /  大卫·里克尔

### 女子雙打
阿兰查·桑切斯·维卡里奥 /  纳塔莉·托齐亚

## 外部連結
- 官方網址